# Hendrik Jan Vink

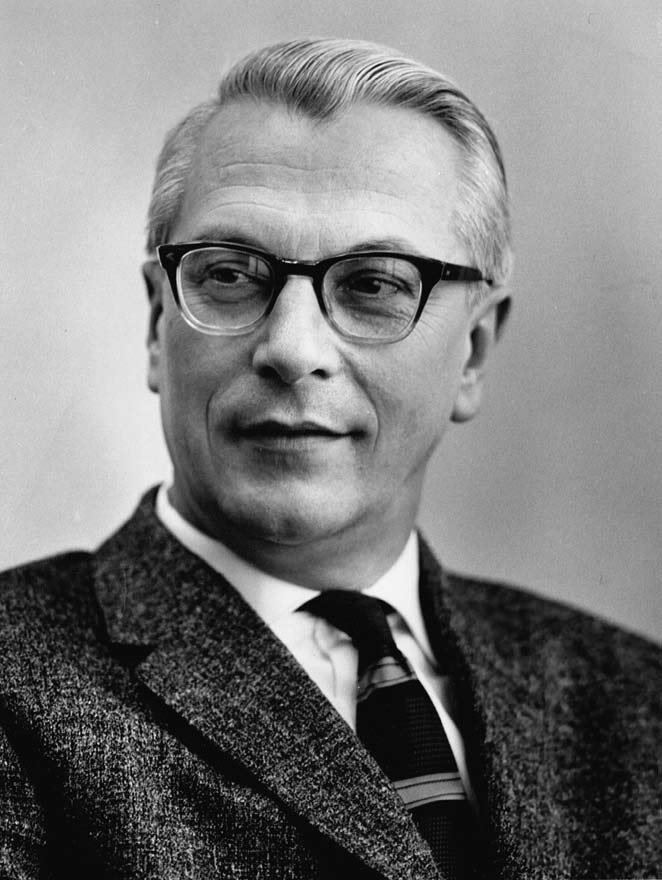

Hendrik Jan (Hennie) Vink (24 december 1915 - 11 mei 2009) was een Nederlands fysicus, verbonden aan het Natuurkundig Laboratorium van Philips in Eindhoven en lid van de Koninklijke Nederlandse Akademie van Wetenschappen. 

## Opleiding
Vink deed in 1933 eindexamen gymnasium bèta en ging, na een mislukte poging een studiebeurs te krijgen, eerst als volontair, later als analist werken bij het Provinciale Gelderse Electriteitsbedrijf te Nijmegen. Na een studie in zijn vrije tijd, onder meer bestaande uit tentamens bij professor Anton Eduard van Arkel in Leiden en practica in de avonduren, werd hij privé-assistent in Leiden bij dr. Jorissen. Hij legde in januari 1942 het doctoraal-examen met hoofdvak anorganische chemie en bijvak theoretische natuurkunde af aan de Vrije Universiteit Amsterdam (de Universiteit Leiden was door de bezetter tijdens de Tweede Wereldoorlog gesloten). Vink was vanaf 1942 tot zijn pensionering in 1976 verbonden aan het Natuurkundig Laboratorium (NatLab) van Philips in Eindhoven.

## Loopbaan
Na de Tweede Wereldoorlog nam het onderzoek van de vaste stof een steeds belangrijker plaats in. Er werden materialen ontwikkeld met interessante elektrische, optische en magnetische eigenschappen, bruikbaar voor allerlei elektrotechnische toepassingen. Vink leverde een belangrijke bijdrage in het stimuleren van de samenwerking tussen chemici en fysici hierbij. Hij was eerst werkzaam als onderzoeker, later als leider van de werkgroep halfgeleiders en ten slotte als directeur. Hij onderzocht onder meer het geleidingsmechanisme van oxide kathodes, waarbij aangetoond werd dat de geleiding in de poreuze oxide-laag bepaald werd door de geëmitteerde elektronen in de poriën. Op de resultaten van dit onderzoek promoveerde Vink in 1948 bij professor van Arkel. Vervolgens deed hij onderzoek met de fysici Teves en Van Tol aan foto-emitters ten behoeve van fotokathodes voor televisie-opneembuizen en beeldversterkers.
In 1950 ging Vink samenwerken met F.A. Kröger aan het onderzoek van de luminescentie van cdS. Met behulp van thermodynamische beschouwingen leidden Kröger en Vink relaties af tussen de concentraties van puntfouten en de samenstelling, druk en temperatuur van de gasfase. Dit nieuwe gebied van de vastestof-chemie werd bekend onder de naam defectchemie. De thermodynamica en de nomenclatuur van de puntfouten in kristallen werden door Kröger en Vink behandeld in een baanbrekend artikel in Solid State Physics (1956). 
In 1953 kreeg Vink, samen met Stieltjes, de leiding van de germanium-groep, waar de chemische en fysische eigenschappen van de halfgeleiders germanium en silicium werden bestudeerd. In 1958 werd hij benoemd tot leider van een werkgroep halfgeleidende verbindingen.  Na zijn benoeming tot adjunct-directeur en later tot directeur had Vink de verantwoording over een breed gebied van onderzoek, met onder meer de organische chemie, de analytische chemie en de moleculaire biologie, later ook het personeelsbeleid. 
Vink was ook buiten het NatLab actief: hij was velen jaren bestuurslid van Stichting Scheikundig Onderzoek Nederland (SON) en vervulde diverse bestuursfuncties binnen de Nijverheidsorganisatie en de Centrale Organisatie TNO. Hij was voorzitter van de Commissie Algemene Vraagstukken Wetenschappelijk Onderzoek (CAVWO) van de Academische Raad en vervulde tevens functies in de gezondheidszorg, onder meer als lid van het bestuur van het Diaconessenhuis in Eindhoven. Ook maakte hij deel uit van de zogenaamde "Utrechtse Kring", een gespreksgroep van een aantal vooraanstaande theologen en enkele natuurwetenschappers van het NatLab; deze groep probeerde nieuwe wegen te vinden voor een gesprek van de kerk met de wetenschap en richtte zich in een memorandum inzake de crisis in wereld en kerk (gepubliceerd in Wending (1951)) tot de Generale Synode van de Nederlandse Hervormde Kerk met de boodschap dat er een nieuwe ontmoeting diende plaats te vinden tussen kerk en wetenschap. Vink had ook grote belangstelling voor kunst en publiceerde diverse studies, onder meer Plotiniaanse en Spinozistische elementen in de esthetische opvattingen van de kunstpedagoog Bremmer. (Mededelingen vanwege het Spinozahuis, 1988).  Verder schreef hij een aantal artikelen en een monografie over de kleurentheorie van Van Tongerloo en de reactie van andere De Stijl-kunstenaars daarop (1996).